# 安定门 (北京)

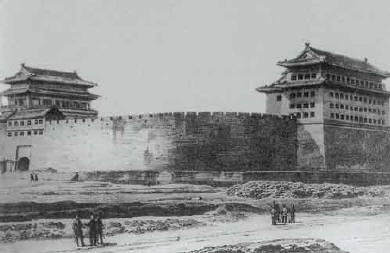
1860年的安定门

39°56′50″N 116°24′01″E / 39.947146°N 116.400323°E
安定门（满语: ᡝᠯᡥᡝ
ᡨᠣᡴᡨᠣᡥᠣ
ᡩᡠᡴᠠ, elhe toktoho duka）是北京明清城墙的北门，意味安定之门。现已拆除，原城楼宽31米，深16.05米，城楼连同城台通高36米。瓮城宽68米，深62米。瓮城西侧辟闸楼、券门。北京内城其他七座城门的瓮城内都建有关帝庙，惟独安定门和德胜门瓮城内修建的是真武大帝庙。军队班师回朝亦从此门入城。

## 历史
明初将元大都安贞门南移，并改称安定门，取“天下安定”之意。以前，安定门进出北京的粪车和垃圾。安定門位於東北方艮宮，在奇門遁甲上也稱為「生門」，屬土而土生萬物，有“丰裕”之意，嘉靖皇帝以後的明清皇帝要从此门出去到地坛祈祷丰年。因为安定门外的粪场比较多，因此粪车多从安定门出入。1915年拆除瓮城。1969年拆除箭楼、城楼。在拆除安定门前，曾对城楼建筑作应力测试，用钢丝捆缚城楼大木支柱，然后用绞车拖拉，楼体倾角至15度仍未倒塌。
后建成了安定门立交桥，目前是北京二环路上的一个交通节点。安定门内大街和安定门外大街与二环相交，北京地铁2号线在安定门设有车站。